# Arcidiocesi di Goa e Damão

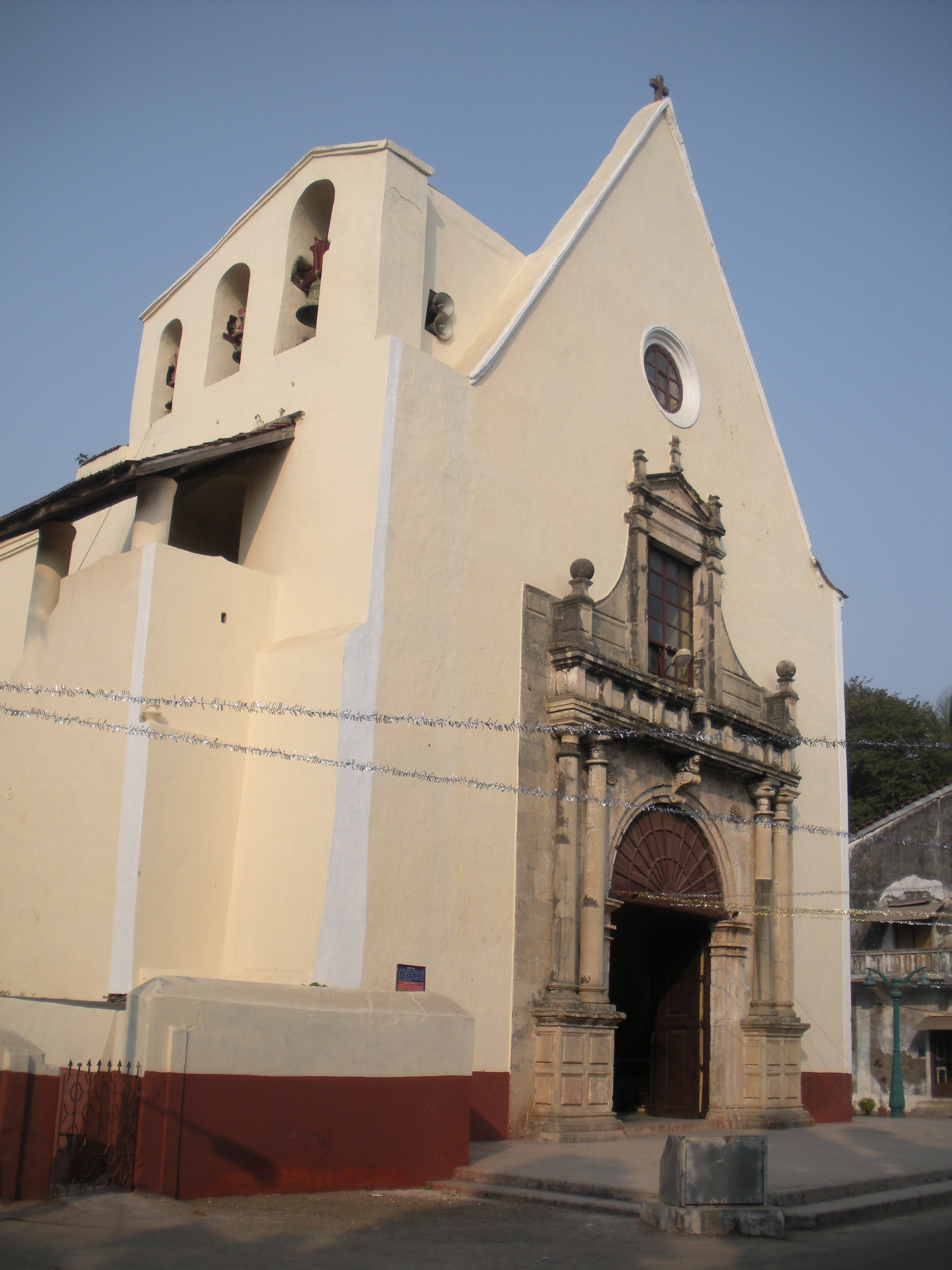
La chiesa del Buon Gesù, ex cattedrale della diocesi di Damão.

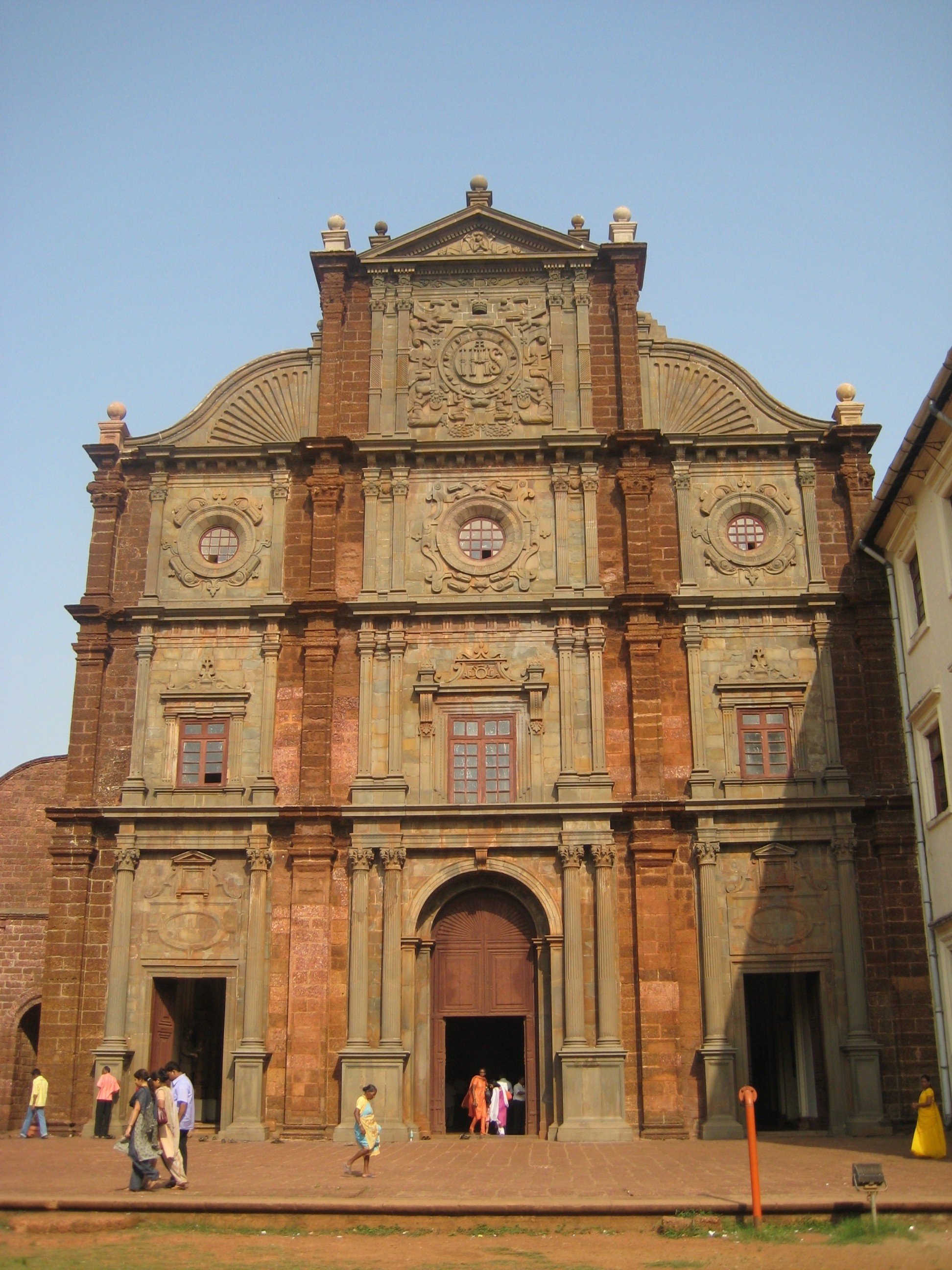
La basilica del Buon Gesù a Goa Velha, dove si trova la tomba di san Francesco Saverio.

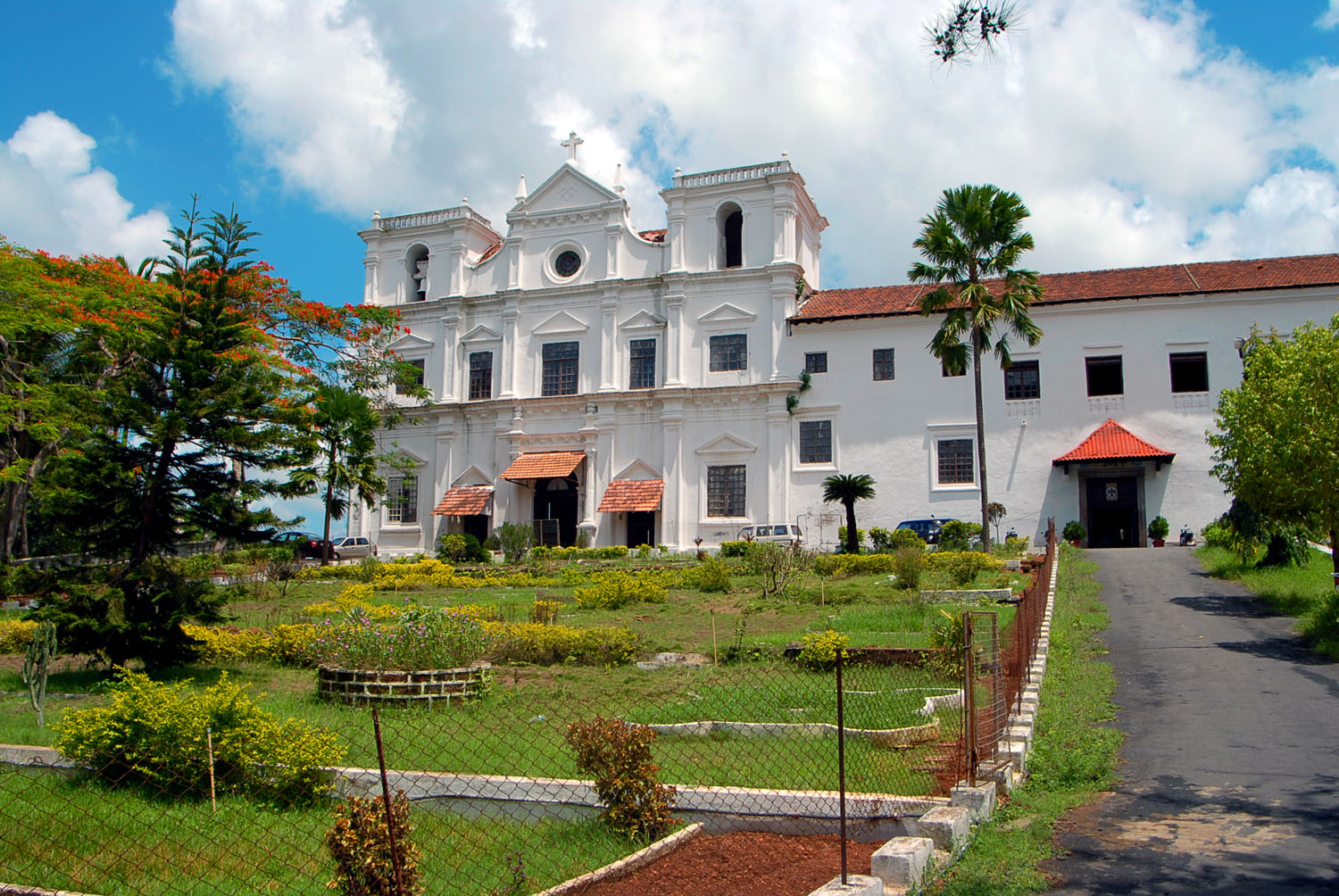
Il seminario di Goa nella località di Rachol.

L'arcidiocesi di Goa e Damão (in latino Archidioecesis Goana et Damanensis) è una sede metropolitana della Chiesa cattolica in India. Nel 2023 contava 642.561 battezzati su 2.292.420 abitanti. È retta dall'arcivescovo cardinale Filipe Neri António Sebastião do Rosário Ferrão, a cui sono concessi ad honorem i titoli di patriarca delle Indie orientali e di primate d'Oriente.
Dal 1928, gli arcivescovi di Goa e Damão si fregiano anche del titolo di arcivescovi di Cranganore.

## Territorio
L'arcidiocesi comprende cinque entità territoriali, non contigue tra loro, sulla costa occidentale dell'India, lo stato di Goa e i territori di Dadra, Nagar Haveli, Daman e Diu.
Sede arcivescovile è la città di Goa Velha, dove si trova la cattedrale di Santa Caterina. A Daman sorge l'ex cattedrale dell'omonima diocesi soppressa, dedicata al Buon Gesù, e a Goa Velha la basilica minore dedicata anch'essa al Buon Gesù. La residenza arcivescovile è a Panaji.
Il territorio si estende su 4.194 km² ed è suddiviso in 174 parrocchie.

### Provincia ecclesiastica
La provincia ecclesiastica di Goa fu istituita il 4 febbraio 1558 e all'inizio comprendeva la diocesi di Cochin in India e la diocesi di Malacca (oggi arcidiocesi di Singapore) nel sud-est asiatico. Nella seconda metà del XVI secolo si aggiunsero altre due diocesi, Macao in Cina (1576) e Funay in Giappone (1588); quest’ultima diocesi tuttavia fu di fatto soppressa già verso la metà del XVII secolo. Nel XVII secolo si aggiunsero le sedi di São Tomé de Meliapore (1606), la prelatura del Mozambico (1612), Pechino e Nanchino (1690). Eccetto la diocesi giapponese, le altre diocesi costituivano ancora nella prima metà dell'Ottocento la provincia ecclesiastica di Goa.
In seguito al concordato del 1886 e alla bolla Humanae salutis del 1º settembre, la provincia ecclesiastica di Goa fu ridotta alle sole diocesi di Cochin, São Tomé de Meliapore e Macao, a cui si aggiunse la nuova diocesi di Damão, eretta contestualmente alla bolla, che tuttavia fu soppressa nel 1928. Della provincia ecclesiastica di Goa faceva parte anche la prelatura territoriale del Mozambico fino al 1940.
Nel XX secolo si aggiunsero la diocesi di Dili a Timor Est nel 1940 e la diocesi di Alleppey in India nel 1952. Ma nel settembre del 1953 Goa perse tutte le sue suffraganee indiane: Cochin e Alleppey passarono alla provincia ecclesiastica di Verapoly, mentre São Tomé de Meliapore già l'anno precedente era stata unita alla sede di Madras dando origine all'arcidiocesi di Madras e Mylapore. La provincia ecclesiastica di Goa fu così ridotta alle sole diocesi di Macao e di Dili.
La provincia ecclesiastica goana fu soppressa da Paolo VI nel 1977, ma è stata ristabilita da Benedetto XVI nel 2006, e comprende oggi una sola suffraganea, la diocesi di Sindhudurg.

## Storia

### Le origini (XVI secolo)
Goa (oggi Goa Velha) fu conquistata dai portoghesi il 25 novembre 1510, giorno in cui nella Chiesa cattolica si festeggia santa Caterina d'Alessandria. A questa santa fu dedicata la prima chiesa goana, ricostruita già nel 1514 e poi ancora nel 1531. Goa divenne il centro principale delle colonie portoghesi in Asia, sede del viceré, da cui partivano le missioni per l'Oriente asiatico ed anche per l'Africa orientale.
Il 12 gennaio 1514 fu eretta la diocesi di Funchal, nell'arcipelago di Madera, che ebbe giurisdizione su tutti i territori scoperti dai Portoghesi nell'Atlantico e nell'oceano Indiano. A Goa i vescovi di Funchal furono rappresentati da vicari generali e, per le ordinazioni sacerdotali, da vescovi missionari.
La diocesi di Goa fu eretta il 31 gennaio 1533 da papa Clemente VII, ricavandone il territorio dalla diocesi di Funchal, contestualmente elevata al rango di sede metropolitana, di cui Goa divenne suffraganea. La giurisdizione della diocesi di Goa originariamente si estendeva dal Capo di Buona Speranza fino alla Cina e al Giappone. Il 3 novembre 1534 l'erezione della diocesi di Goa fu confermata dalla bolla Aequum reputamus di papa Paolo III, poiché la morte di Clemente VII aveva impedito la pubblicazione di una bolla d'erezione.
Il 4 febbraio 1558 con la bolla Etsi sancta di papa Paolo IV la diocesi fu elevata al rango di arcidiocesi metropolitana. Nello stesso giorno furono erette le diocesi di Cochin e di Malacca (oggi arcidiocesi di Singapore), ricavandone il territorio dalla diocesi di Goa, che furono le prime suffraganee della provincia ecclesiastica di Goa.
La chiesa di Santa Caterina divenne la cattedrale della diocesi. In questi primi decenni di presenza portoghese a Goa furono oltre una decina le chiese costruite; nel 1543 il territorio della città di Goa fu suddiviso in quattro parrocchie. Successivamente furono istituite altre parrocchie ovunque i portoghesi avevano istituito un loro centro, o commerciale o militare, sul territorio indiano, esclusi quelli che dipendevano da altre diocesi.
Dal punto di vista ecclesiastico, in base a particolari accordi tra i re portoghesi e la Santa Sede, le istituzioni religiose in tutte le terre dipendenti dagli arcivescovi di Goa erano sottoposti al padroado regio: spettava al re la nomina a tutti gli uffici ecclesiastici, dalla nomina dell'arcivescovo a quella dei parroci, e al contempo spettava al re provvedere a tutti i fabbisogni della Chiesa goana (mantenimento dei prelati, costruzioni di chiese, invio di missionari).
L'evangelizzazione del territorio dipendente dagli arcivescovi goani fu portato avanti soprattutto dalle congregazioni religiose e dalle confraternite. La prima residenza dei francescani fu eretta a Goa negli anni 1517/18, e la prima confraternita nota è quella della Santa Fede, istituita nel 1541. Nel 1543 arrivarono i primi gesuiti; i soggiorni di san Francesco Saverio a Goa diedero un forte impulso alla conversione al cristianesimo. La diffusione del cristianesimo sul territorio goano (la provincia di Bardez a Nord, quella di Salcette a sud, e la provincia centrale, detta provincia delle Isole) era accompagnata dalla sistematica distruzione dei templi indù e delle moschee mussulmane e, quando necessario, dalla limitazione o abolizione della libertà religiosa. Nel 1558 fu ordinato il primo prete indigeno, André Vas.
Papa Gregorio XIII con il breve Pastoralis officii cura del 13 dicembre 1572 concesse all'arcivescovo di Goa il titolo di primate d'Oriente.
Tra il 1577 e il 1606 si tennero a Goa 5 sinodi provinciali, di cui 2 all'epoca degli episcopati di Gaspar de Leão Pereira, che ebbero lo scopo di organizzare e strutturare la Chiesa goana, e di dirigere le missioni sull'intero territorio indiano dipendente dagli arcivescovi di Goa.
Il 23 gennaio 1576 e il 21 gennaio 1612 cedette porzioni del suo territorio a vantaggio dell'erezione rispettivamente della diocesi di Macao e dell'amministrazione apostolica del Mozambico (oggi arcidiocesi di Maputo).

### XVII e XVIII secolo

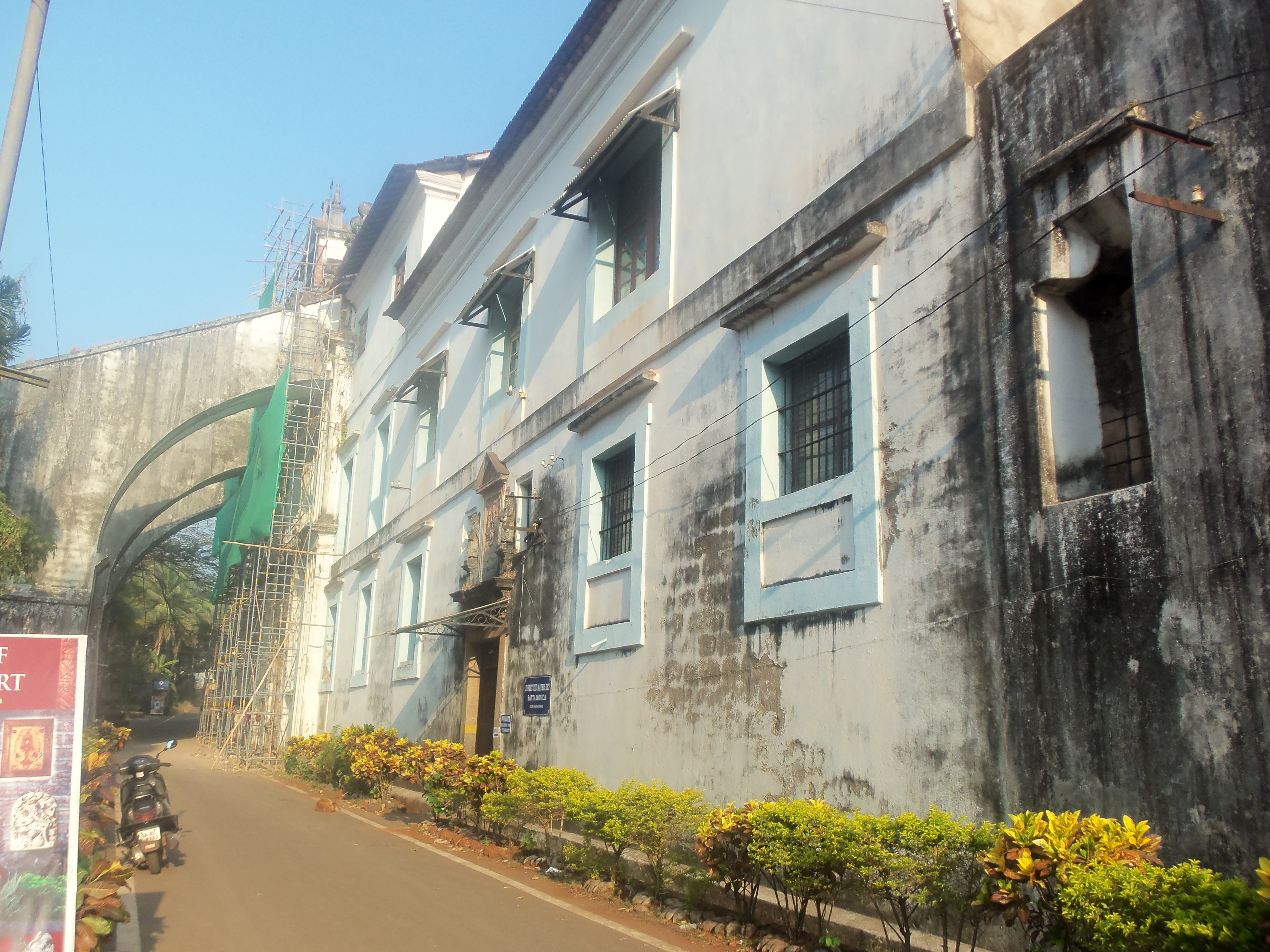
La chiesa del monastero delle claustrali agostiniane di Santa Monica a Goa Velha; fu il primo monastero femminile di tutta l'Asia.

Nel 1595 fu nominato arcivescovo l'agostiniano Aleixo de Meneses, che consolidò l'opera di evangelizzazione del territorio di Goa: visitò tutta la sua arcidiocesi e tutte le regioni cristiane della costa occidentale dell'India; istituì quasi 40 parrocchie con le loro chiese; approvò la nascita del primo monte di pietà, istituita da un missionario gesuita; fondò il primo monastero femminile di tutta l'Asia, quello delle claustrali agostiniane di Santa Monica; fu anche per 3 anni governatore dei domini portoghesi in Asia.
Il successore Cristovão da Sá iniziò la costruzione di una nuova cattedrale, consacrata da Sebastião de São Pedro nel 1628.
L'inizio del XVII secolo vide l'arrivo in India dei primi coloni olandesi: fu l'inizio della decadenza commerciale e politica del Portogallo in India e in tutta l'Asia. Verso la metà del secolo tutti i possedimenti portoghesi in India erano persi a favore degli olandesi, tranne Goa, Damão, Diu, Bassein e Chaul. Nonostante la riduzione dell'impero coloniale portoghese in India, il governo di Lisbona continuò a pretendere e ad esercitare i diritti di padroado su tutti gli antichi possedimenti, anche se politicamente non ne aveva più nessun controllo.
In questo contesto sorsero i primi conflitti con la Congregazione di Propaganda Fide, in particolare quando questa nel 1637 nominò vicario apostolico di Idalcan, Deccan e Bijapur (da cui ha origine l'arcidiocesi di Bombay) il sacerdote Matheus de Castro Mahale. A nulla valsero le proteste delle autorità di Goa e dell'arcivescovo Francisco dos Martyres, anche perché Matheus de Castro ebbe il sostegno e l'appoggio del sultano di Bijapur. Le stesse difficoltà sorsero nel 1674 quando la Santa Sede eresse il vicariato apostolico di Kanara, il cui titolare, Thomas de Castro, pose la sede a Mangalore, dove i portoghesi avevano un loro avamposto.
Le continue guerre sostenute dai portoghesi contro i Maratti resero ancora più difficile la vita nella piccola colonia portoghese di Goa. La stessa città sede episcopale si spopolò pian piano passando da oltre 300 000 abitanti all'inizio del XVII secolo a 20 000 nel 1695; nel 1775 saranno solo 1 600. Di Goa Velha resteranno solo le chiese e le case dei religiosi in mezzo a edifici fatiscenti e in rovina, il cui materiale fu spesso riutilizzato per la costruzione di una nuova capitale portoghese a Panaji, dove gli arcivescovi trasferirono stabilmente la loro residenza alla fine del Settecento.
Un altro problema che gli arcivescovi di Goa non sempre riuscirono a dominare fu il rapporto con i religiosi, numerosi nelle colonie portoghesi indiane (oltre 1700 nel 1636), e in particolare con quelli che avevano cura d'anime e parrocchie, che spesso agivano indipendentemente dall'autorità e dalle decisioni episcopali, come una chiesa parallela. Nel 1695 l'arcivescovo Agostinho da Annunciação vietò ai gesuiti e ai francescani di compiere la visita canonica delle loro parrocchie, che spettava per diritto solo all'Ordinario. Agli inizi del Settecento i francescani si opposero alle direttive del governo, fatte proprie dall'arcivescovo, di imporre la lingua portoghese come lingua unica, a scapito delle lingue locali; ed inoltre fecero di tutto per impedire agli arcivescovi di sostituire i parroci francescani con parroci del clero locale. Solo dal 1766 e 1767 i francescani non ebbero più parrocchie proprie.
Anche nel Settecento continuarono le tensioni tra governo portoghese, arcivescovi di Goa e Propaganda Fide. Questa volta il contenzioso riguardava Bombay, acquistata dalla Compagnia delle Indie nel 1668, e i territori portoghesi a nord e a est della città, con la piccola capitale Bassein, che passarono ai Maratti nel 1739 e più tardi agli inglesi. Qui si sviluppò un regime di doppia giurisdizione, non esente da tensioni e problemi, con alcune parrocchie governate da preti portoghesi inviati da Goa e altre sottomesse a preti dipendenti dai vicari apostolici del Gran Mogol (nome assunto nel 1669 dal vicariato apostolico di Idalcan, Deccan e Bijapur).
Nel 1759 fu applicato anche a Goa il decreto di soppressione della Compagnia di Gesù. Il 26 settembre 127 gesuiti goani furono arrestati e trattenuti a Goa oltre un anno; nel dicembre del 1760 furono caricati tutti su un'unica nave diretta a Lisbona; 23 morirono durante il viaggio, gli altri restarono in prigione 18 anni in Portogallo.

### XIX secolo
Due eventi segnarono in modo significativo la storia dell'arcidiocesi di Goa nel corso dell'Ottocento: la soppressione dei religiosi e il duro scontro con Propaganda Fide che portò al cosiddetto scisma di Goa.

#### La soppressione dei religiosi

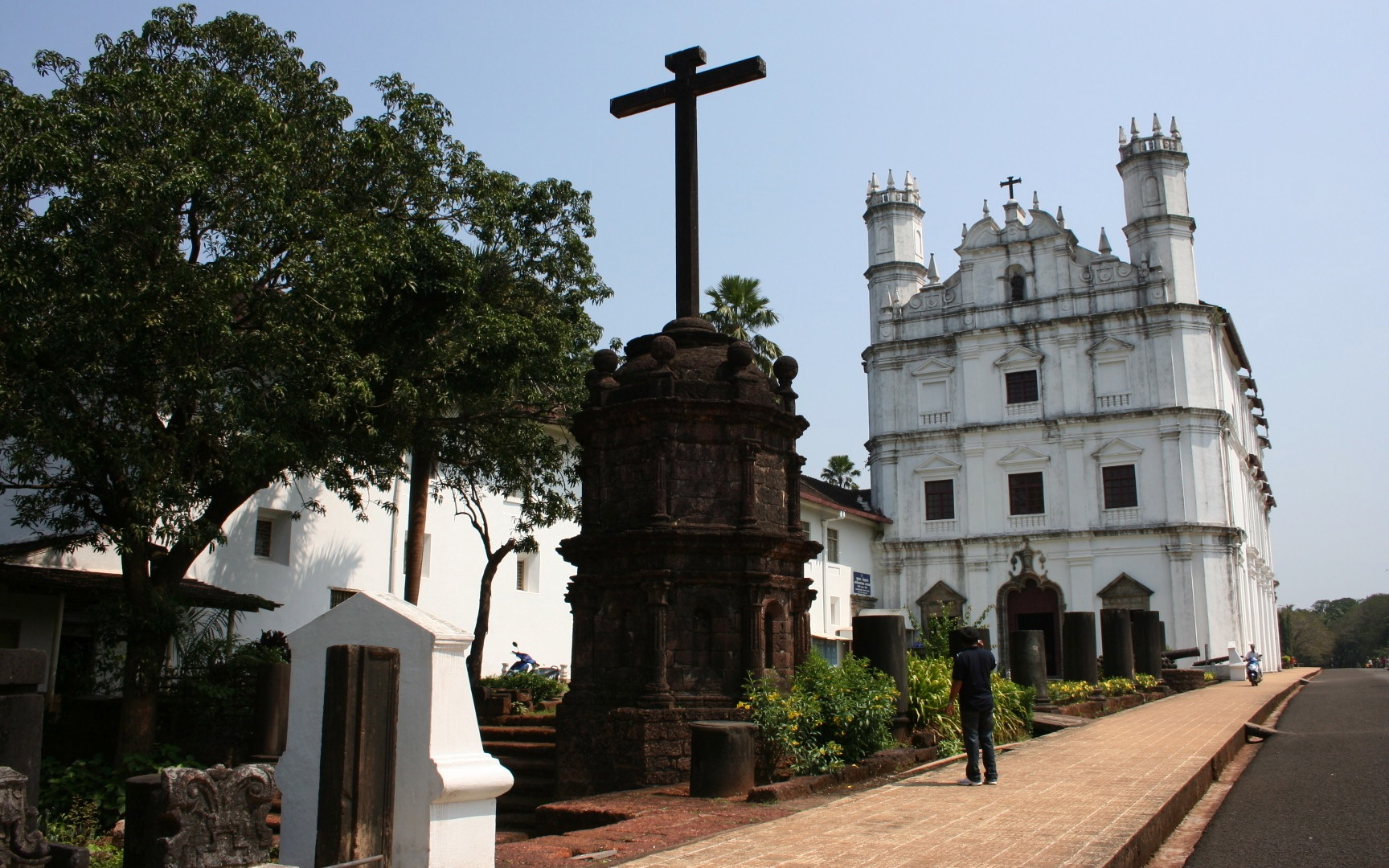
La chiesa di San Francesco d'Assisi e il convento dei francescani a Goa Velha.

Il 5 agosto 1833 e il 30 maggio 1834 il governo portoghese decretò la soppressione di tutti gli ordini religiosi non solo in madrepatria, ma anche nei territori d'oltremare. Questi decreti furono attuati a Goa a marzo e a ottobre 1835 e messi in atto dal vicario capitolare António Dias da Conceição, essendo la sede di Goa vacante dalla morte di Manuel Santo Galdino nel 1831.
A Goa c'erano in quel momento 248 religiosi e religiose e il loro patrimonio immobiliare era valutato all'incirca in 100 000 sterline. Buona parte dei religiosi furono secolarizzati e i loro beni confiscati dallo Stato e solo in parte ridistribuiti all'arcidiocesi. Il vicario capitolare emanò l'8 luglio 1836 una circolare a tutti i parroci perché vegliassero sul comportamento degli ex religiosi e inviassero periodicamente un rapporto in curia.
Eccezione alla regola furono le claustrali agostiniane di Santa Monica alle quali fu permesso di continuare a vivere nel loro convento, ma senza poter accogliere nuove novizie. Nel 1856 ne erano rimaste solo 7 e nel 1878 una sola, che fu trasferita altrove. Il monastero e tutti i suoi beni fu messo a disposizione dell'arcidiocesi.
Conseguenza della soppressione dei religiosi, fu la rovina di beni immobiliari, chiese e monasteri, antichi e dall'inestimabile valore storico e culturale, eccetto quelli che furono riutilizzati dallo Stato e dalla Chiesa di Goa. Solo i beni mobili, in particolare gli oggetti di culto, si salvarono dalla distruzione o dall'alienazione, perché nel 1838 Lisbona concesse agli arcivescovi di Goa il permesso di prelevarli e distribuirli nella parrocchie dell'arcidiocesi.

#### Scontro tra Roma e Lisbona: lo scisma di Goa
Il confronto tra il governo di Lisbona e la Santa Sede sui limiti e la giurisdizione del padroado divenne nel corso dell'Ottocento un vero scontro muro contro muro: da una parte la volontà del governo di mantenere integri i diritti del patronato regio su tutto il territorio indiano, così come erano esercitati da oltre tre secoli, e dall'altra la volontà di Propaganda Fide di ridurne la portata a proporzioni più adatte alle nuove condizioni storiche.
Le tensioni si erano già manifestate nei secoli precedenti, ma si acuirono quando papa Gregorio XVI, già prefetto di Propaganda Fide, estese il sistema dei vicariati apostolici a tutto il subcontinente indiano, e con il breve Multa praeclare del 24 aprile 1838, sospese la giurisdizione del padroado sulle diocesi di Cochin, Cranganore e Meliapore, disposizione che fu interpretata come soppressione de facto di queste diocesi, e limitando la giurisdizione degli arcivescovi di Goa ai soli territori che facevano parte dell'impero coloniale portoghese.
La Chiesa indiana si divise in due, tra i sostenitori dei vicari apostolici e quelli che rimasero fedeli al Portogallo. Ovunque in India, ma soprattutto nelle grandi città di Bombay, Calcutta e Madras, accanto ad antiche chiese dipendenti dal padroado furono costruite nuove chiese dipendenti dai locali vicari apostolici. A Goa fu vietata la pubblicazione della Multa praeclare e l'arcivescovo João José da Silva Torres (1843-1848) arrivò a dichiarare che i brevi pontifici erano dei falsi, ordinando ai parroci portoghesi di sottomettere alla propria giurisdizione quelle chiese e cappelle impropriamente sottratte dai missionari di Propaganda Fide.
Quando Silva Torres dette le dimissioni a fine 1848, la sede di Goa rimase vacante per altri 13 anni e governata dal vicario capitolare Joachim da Santa Rita Botelho, che Silva Torres aveva nominato amministratore delle diocesi di Cochin e Cranganore. Per le ordinazioni sacerdotali, la regina del Portogallo Maria II concesse al vescovo di Macao Jerónimo José de Mata, l'unico suffraganeo di Goa in carica, di recarsi a Bombay e a Goa, per l'amministrazione delle cresime e l'ordinazione di oltre 250 sacerdoti a Goa. Questo fatto suscitò una dura presa di posizione da parte del nuovo papa Pio IX, che il 3 maggio 1853 pubblicò il breve Probe Nostis con il quale deplorò duramente il comportamento del vescovo di Macao, condannò le azioni del vicario generale di Goa a Bombay e minacciò la scomunica a chi non si fosse sottomesso alla Multa praeclare del suo predecessore.

#### Il concordato del 1886
La Probe Nostis arrivò nel momento in cui governo portoghese e la Santa Sede stavano trattando per arrivare ad un compromesso e alla soluzione della crisi della Chiesa in India. Questi lavori dettero i loro frutti con un concordato, firmato il 21 febbraio 1857, confermato dal papa il 20 ottobre, e dal re portoghese il 6 febbraio 1858. Pur favorevole al padroado, l'applicazione concreta delle norme concordatarie trovò nuove difficoltà e di fatto il concordato rimase lettera morta per quasi tre decenni.
Nel 1861 Goa ebbe finalmente un nuovo arcivescovo, e da questo momento i rapporti tra Santa Sede e governo di Lisbona migliorarono sensibilmente, benché entrambi non persero mai di vista l'obbiettivo di raggiungere un accordo definitivo sulla questione del padroado.
Il 23 giugno 1886 le parti raggiunsero un accordo e siglarono un nuovo concordato, che confermò il padroado regio portoghese ma limitato ai soli territori delle 4 sedi portoghesi indiane (Goa, Cochin, Meliapore e la nuova diocesi di Damão), che costituirono la provincia ecclesiastica di Goa. All'arcivescovo fu concesso, ma solo ad honorem, il titolo di patriarca delle Indie orientali ed inoltre godeva del privilegio di presiedere tutti i sinodi delle Indie Orientali. Il territorio dell'arcidiocesi fu circoscritto al solo possedimento portoghese di Goa, ad una quindicina di parrocchie nel Kanara settentrionale e alla regione di Belgaum. Queste decisioni furono confermate da papa Leone XIII con la bolla Humanae salutis pubblicata il 1º settembre 1886.

#### La diocesi di Damão
La diocesi di Damão fu eretta contestualmente al concordato del 1886 e alla bolla Humanae salutis, con territorio ricavato da quello dell'arcidiocesi di Goa. Comprendeva le colonie portoghesi di Damão e Diu, e tutte le parrocchie, in territorio britannico, dipendenti dal padroado che da Goa andavano fino a Diu, in particolare quelle nella città di Bombay e nei suoi dintorni.
Fu eretta a cattedrale l'ex chiesa dei gesuiti di Damão, mentre un ex collegio religioso fu trasformato in seminario vescovile. Inoltre ai vescovi di Damão fu unito il titolo della soppressa arcidiocesi di Cranganore.
Nel 1908 sono censiti 71 000 cattolici, con 51 chiese e 21 cappelle, e un totale di 85 preti. La diocesi era divisa in 6 distretti, di cui 4 in territorio britannico.
La diocesi fu soppressa il 1º maggio 1928. Al momento della soppressione comprendeva 94 000 cattolici, oltre 100 preti, 63 chiese e cappelle.

### La fine delpadroadoe l'odierna arcidiocesi

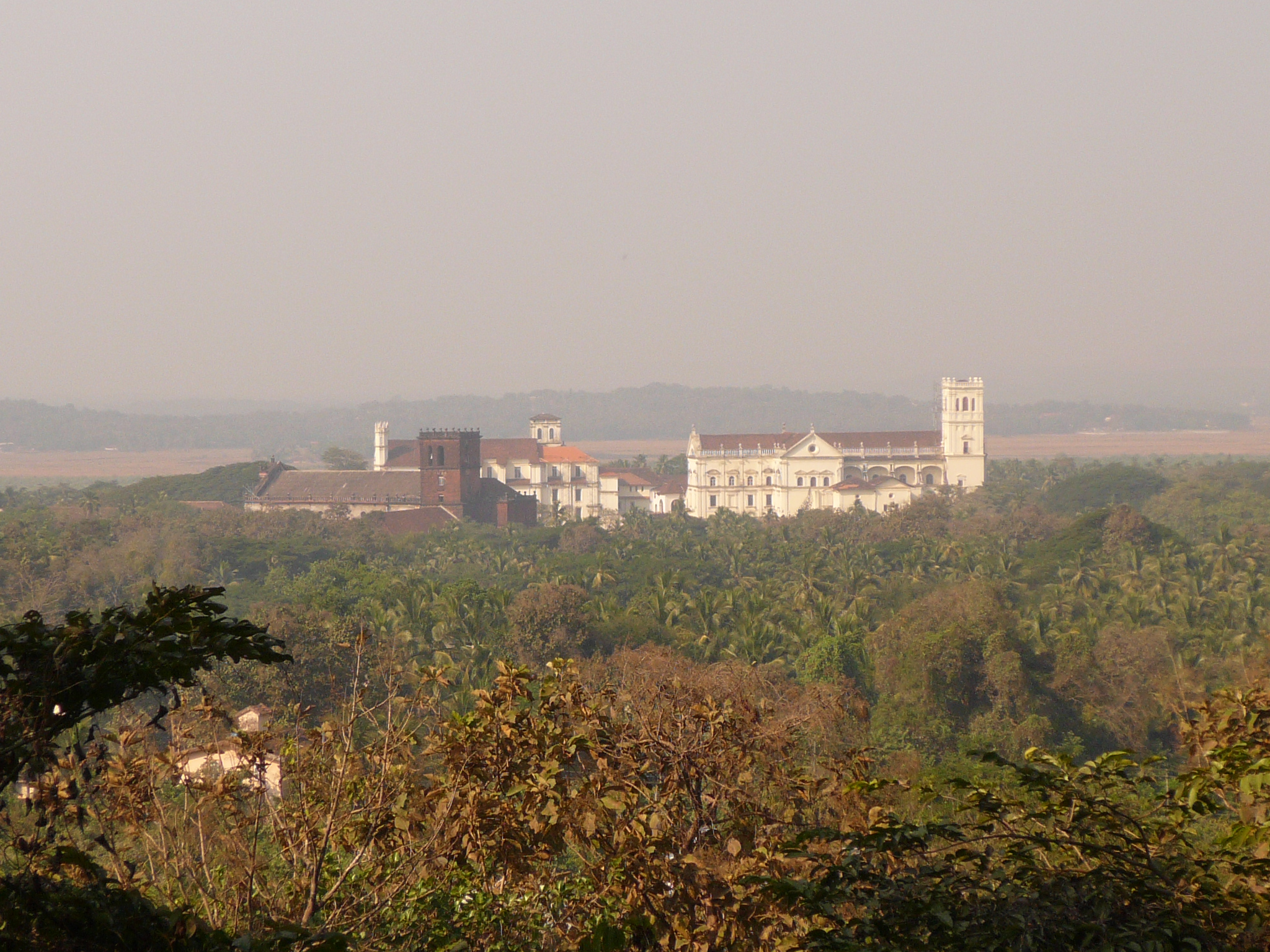
Vista della cattedrale e di altre strutture cristiane di Goa Velha.

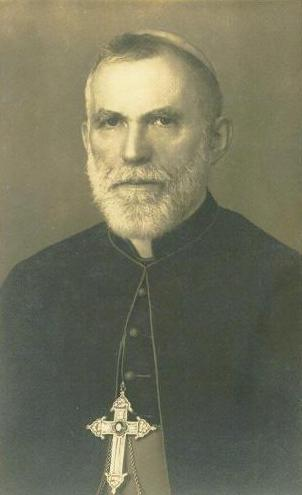
José Vieira Alvernaz, ultimo vescovo portoghese di Goa (1953-1975).

Il primo patriarca di Goa fu António Sebastião Valente (1881-1908), noto soprattutto per aver riformato l'uso della musica sacra con disposizioni innovative all'epoca (1892) e che anticiparono di anni le direttive di Pio X. Riformò anche il seminario di Rachol, nei pressi di Margao, che dal 1887 assegnò i titoli di baccalaureato in teologia. Visitò più volte la sua arcidiocesi, comprese le parrocchie che si trovavano in territorio britannico. Nel novembre 1900 a Goa fu organizzato il congresso eucaristico nazionale. Infine, dal 3 dicembre 1894 al 13 gennaio 1895 Valente organizzò un sinodo provinciale, a cui furono presenti non solo i vescovi della provincia ecclesiastica di Goa, ma anche rappresentanti del Mozambico e di Macao; ed anche due sinodi diocesani nel 1898 e nel 1903.
I cambiamenti politici in Portogallo con la fine della monarchia e la nascita della repubblica, modificarono i rapporti tra Lisbona e la Santa Sede, cosa che rese necessario il nuovo accordo del 15 aprile 1928, le cui principali decisioni furono sancite da papa Pio XI con la bolla Inter apostolicam del 1º maggio successivo. La diocesi di Damão fu soppressa: Damão e Diu furono incorporati nell'arcidiocesi di Goa, mentre le altre parrocchie in territorio britannico vennero annesse all'arcidiocesi di Bombay. Goa assunse contestualmente il nome di arcidiocesi di Goa e Damão. Inoltre, agli arcivescovi di Goa e Damão fu concesso il titolo di arcivescovi di Cranganore, che era già stato concesso ai vescovi di Damão.
Il concordato decise di mantenere i diritti di padroado, anche se con una sostanziale modifica: i vescovi portoghesi in India saranno d'ora in avanti nominati dalla Santa Sede, previo placet del governo portoghese.
Durante l'episcopato di Teotonio Emanuele Ribeira Vieira de Castro (1929-1940) le Congregazioni religiose fecero il loro ritorno a Goa, in particolare francescani e gesuiti. Nel 1887 era stata istituita a Goa una congregazione religiosa diocesana, la Società dei missionari di San Francesco Saverio, che fu riorganizzata all'epoca di Vieira de Castro. Il numero dei religiosi aumentò sensibilmente durante l'episcopato di José da Costa Nunes (1940-1953), che fondò altre due congregazioni diocesane, le Suore di Sant'Alessio (note in seguito come Serve di Maria) e le Suore della Santa Famiglia di Nazareth.
Nel corso del Novecento molti preti goani partirono missionari, in particolare nelle terre africane sotto il controllo portoghese, Capo Verde, Angola e Mozambico.
Il 18 luglio 1950 Portogallo e Santa Sede raggiunsero un altro accordo, con il quale Lisbona rinunciò una volta per sempre ai diritti di padroado, lasciando così libera la Santa Sede di nominare i vescovi e di organizzare liberamente le circoscrizioni ecclesiastiche indiane.
Il 19 settembre 1953 l'arcidiocesi perse i territori non portoghesi, in parte annessi alla diocesi di Poona, e in parte ceduti a vantaggio dell'erezione della diocesi di Belgaum. Da questo momento l'arcidiocesi comprenderà solo i territori di Goa, Damão e Diu.
Nel 1961 l'esercito indiano conquistò Goa, Damão e Diu ponendo fine alla secolare presenza lusitana in India. L'ultimo arcivescovo portoghese, José Vieira Alvernaz, lasciò Goa l'anno seguente, affidando l'arcidiocesi al vicario generale, Francisco Xavier da Piedade Rebello, nominato nel 1963 vescovo titolare di Tipasa di Mauritania e ausiliare dell'arcivescovo assente, e il 15 luglio 1966 amministratore apostolico sede plena di Goa.
Il nuovo governo indiano procedette al recupero e al restauro degli antichi edifici di Goa Velha, di cui il governo portoghese si era completamente disinteressato, in particolare ciò che rimaneva degli antichi monasteri, delle chiese, degli edifici che una volta erano stati scuole, collegi e ospedali. Parte di queste strutture, dopo lunghe battaglie legali con il governo indiano, ritornarono alla Chiesa di Goa.
Il 1º gennaio 1976 in forza della bolla Ad nominum di papa Paolo VI l'arcidiocesi di Goa e Damão, che dopo il 1950 aveva perso le sue suffraganee indiane ed ora aveva per suffraganee le sole diocesi di Macao e di Dili, cessò di essere sede metropolitana e fu resa immediatamente soggetta alla Santa Sede; agli arcivescovi fu, però, conservato il diritto di indossare il pallio in quanto patriarchi ad honorem.
Il 26 giugno 1999, con la lettera apostolica Clerus ac populus, papa Giovanni Paolo II ha confermato il beato Giuseppe Vaz, presbitero, patrono dell'arcidiocesi. Giuseppe Vaz è stato canonizzato nel 2015.
Il 25 novembre 2006 papa Benedetto XVI con la bolla Cum Christi evangelii ha ristabilito l'arcidiocesi come sede metropolitana, assegnandole come suffraganea la diocesi di Sindhudurg.

## L'Inquisizione di Goa
Il tribunale dell'inquisizione di Goa e la sua polizia, noti come "Consiglio del Sant'Officio" (Mesa do Santo Officio), furono istituiti nel 1560, sul modello iberico. Il tribunale dipendeva dall'inquisitore generale di Lisbona e nel 1682 era composto da 32 funzionari, tra cui 2 inquisitori, 4 notai, 2 avvocati o procuratori, 1 cappellano. Fino al 1645 erano tutti portoghesi.
L'autorità del tribunale si estendeva a tutti i cristiani, eccetto il viceré, l'arcivescovo di Goa e il suo vicario generale. Si occupava di tutto ciò che era eretico o sembrava esserlo, e voleva sradicare ogni forma di superstizione, apostasia, sacrilegio, magia nera, idolatria, soprattutto nei costumi e nelle usanze locali indiane. Indirettamente cercava di fermare sul nascere ogni tentativo di culto pubblico induista o mussulmano, culti vietati a Goa. Le pene inflitte dipendevano dalla gravità del reato: condanna a morte, prigione, reclusione in un monastero, esilio (Lisbona, Mozambico, Brasile); ed erano accompagnate dalla confisca dei beni, che poteva estendersi fino alla terza generazione.
Dal 1561 al 1774 si contano 16.172 processi portati avanti dal tribunale dell'inquisizione, che non godeva certo di ottima fama, soprattutto dopo il XVII secolo, quando il viaggiatore Pyrard de Laval ne fece una descrizione dettagliata dopo la sua visita nel 1608/1610. Alcuni casi suscitarono scalpore, come quello del cappuccino Efrem di Nevers, imprigionato per 2 anni per gelosia dei preti portoghesi, o quello del medico francese Gabriel Dellon. Questi pubblicò un libro sulla sua esperienza, «fort savoureux, peut-être exagéré, mais très révélateur d'un obscurantisme et d'une mesquinerie invraisemblables».
L'inquisizione di Goa fu soppressa una prima volta nel 1774, venne ristabilita nel 1779 e definitivamente soppressa su pressione del governo inglese nel 1812.

## Cronotassi dei vescovi
Si omettono i periodi di sede vacante non superiori ai 2 anni o non storicamente accertati.

### Sede di Goa
- Francisco de Mello ? † (31 gennaio 1533 - 27 aprile 1536 deceduto)[26]
- João de Albuquerque, O.F.M. † (11 aprile 1537 - 28 febbraio 1553 deceduto)
  - Sede vacante (1553-1558)
- Gaspar de Leão Pereira † (4 febbraio 1558 - 1567 dimesso)
- Jorge Temudo, O.P. † (13 gennaio 1567 - 29 aprile 1571 deceduto)
- Gaspar de Leão Pereira † (19 novembre 1572 - 15 agosto 1576 deceduto) (per la seconda volta)
- Henrique de Távora e Brito, O.P. † (29 gennaio 1578 - 17 maggio 1581 deceduto)
- João Vicente da Fonseca, O.P. † (31 gennaio 1583 - 1586 deceduto)
- Mateus de Medina, O.Carm. † (19 febbraio 1588 - 29 luglio 1593 deceduto)
- Aleixo de Meneses, O.S.A. † (13 febbraio 1595 - 19 marzo 1612 nominato arcivescovo di Braga)
- Cristovão da Sá, O.S.H. † (12 novembre 1612 - 31 marzo 1622 deceduto)
- Sebastião de São Pedro, O.E.S.A. † (7 ottobre 1624 - 7 novembre 1629 deceduto)
- Manoel Telles de Brito, O.P. † (10 febbraio 1631 - 4 luglio 1633 deceduto)
  - Sede vacante (1633-1635)
- Francisco dos Martyres, O.F.M. † (3 dicembre 1635 - 25 novembre 1652 deceduto)
  - Sede vacante (1652-1670)
- Cristovão da Silveira, O.S.A. † (22 dicembre 1670 - 9 aprile 1673 deceduto)
- António Brandão, O.Cist. † (17 dicembre 1674 - 6 luglio 1678 deceduto)
  - Sede vacante (1678-1680)
- Manoel de Sousa e Menezes † (19 agosto 1680 - 31 gennaio 1684 deceduto)
  - Sede vacante (1684-1686)
- Alberto de São Gonçalo da Silva, O.S.A. † (18 marzo 1686 - 10 aprile 1688 deceduto)
- Agostinho da Annunciação, Ordine del Cristo † (6 marzo 1690 - 6 luglio 1713 deceduto)
  - Sede vacante (1713-1715)
- Sebastião de Andrade Peçanha † (16 dicembre 1715 - 25 gennaio 1721 dimesso)
- Inácio de Santa Teresa Torres de Souza, O.E.S.A. † (3 febbraio 1721 - 19 dicembre 1740 nominato arcivescovo, titolo personale, di Faro)
- Eugénio Trigueiros, O.S.A. † (19 dicembre 1740 - 22 aprile 1741 deceduto)
- Lourenço (Francisco) de Santa Maria (de Mello), O.F.M.Ref. † (26 novembre 1742 - 17 gennaio 1750 dimesso)
- António Taveira de Neiva Brum † (19 gennaio 1750 - 11 dicembre 1773 dimesso)
- Francisco da Assunção e Brito, O.E.S.A. † (20 dicembre 1773 - 23 giugno 1783 dimesso)
- Manoel da Santa Catalina Felix Soares, O.C.D. † (18 luglio 1783 - 10 febbraio 1812 deceduto)
- Manuel Santo Galdino, O.F.M.Disc. † (10 febbraio 1812 succeduto - 15 luglio 1831 deceduto)
  - Sede vacante (1831-1843)
- João José da Silva Torres, O.S.B. † (19 giugno 1843 - 22 dicembre 1848 dimesso)
  - Sede vacante (1848-1861)
- João Crisóstomo de Amorim Pessoa, O.F.M.Ref. † (22 marzo 1861 - 17 novembre 1874 nominato arcivescovo coadiutore di Braga)
- Aires de Ornelas de Vasconcelos † (23 luglio 1874 - 28 novembre 1880 deceduto)
- António Sebastião Valente † (4 agosto 1881 - 25 gennaio 1908 deceduto)
- Matheus de Oliveira Xavier † (26 febbraio 1909 - 1º maggio 1928 nominato arcivescovo di Goa e Damão)

### Sede di Damão
- António Pedro da Costa † (14 marzo 1887 - 30 gennaio 1900 deceduto)
- Sebastião José Pereira † (23 luglio 1900 - 4 agosto 1925 deceduto)
  - Sede vacante (1925-1928)

### Sede di Goa e Damão
- Matheus de Oliveira Xavier † (1º maggio 1928 - 19 maggio 1929 deceduto)
- Teotonio Emanuele Ribeira Vieira de Castro † (25 maggio 1929 - 16 maggio 1940 deceduto)
- José da Costa Nunes † (11 dicembre 1940 - 16 dicembre 1953 dimesso[27])
- José Vieira Alvernaz † (16 settembre 1953 succeduto - 22 febbraio 1975 ritirato)
  - Sede vacante (1975-1978)
- Raul Nicolau Gonsalves † (30 gennaio 1978 - 12 dicembre 2003 ritirato)
- Filipe Neri António Sebastião do Rosário Ferrão, dal 12 dicembre 2003

## Statistiche
L'arcidiocesi nel 2023 su una popolazione di 2.292.420 persone contava 642.561 battezzati, corrispondenti al 28,0% del totale.
| anno | popolazione | popolazione | popolazione | presbiteri | presbiteri | presbiteri | presbiteri                | diaconi | religiosi | religiosi | parrocchie |
| anno | battezzati  | totale      | %           | numero     | secolari   | regolari   | battezzati per presbitero | diaconi | uomini    | donne     | parrocchie |
| ---- | ----------- | ----------- | ----------- | ---------- | ---------- | ---------- | ------------------------- | ------- | --------- | --------- | ---------- |
| 1970 | 259.660     | 655.700     | 39,6        | 732        | 608        | 124        | 354                       |         | 189       | 627       | 148        |
| 1980 | 424.500     | 1.106.850   | 38,4        | 648        | 460        | 188        | 655                       |         | 232       | 764       | 158        |
| 1990 | 385.076     | 1.852.000   | 20,8        | 582        | 404        | 178        | 661                       |         | 366       | 744       | 160        |
| 1999 | 451.220     | 1.442.913   | 31,3        | 608        | 361        | 247        | 742                       |         | 450       | 951       | 166        |
| 2000 | 453.450     | 1.445.915   | 31,4        | 609        | 365        | 244        | 744                       |         | 423       | 955       | 162        |
| 2001 | 458.450     | 1.446.219   | 31,7        | 615        | 370        | 245        | 745                       |         | 507       | 944       | 163        |
| 2002 | 450.130     | 1.502.057   | 30,0        | 619        | 371        | 248        | 727                       |         | 450       | 941       | 162        |
| 2003 | 449.818     | 1.665.994   | 27,0        | 612        | 364        | 248        | 734                       |         | 424       | 888       | 165        |
| 2004 | 454.926     | 1.685.335   | 27,0        | 608        | 382        | 226        | 748                       |         | 386       | 849       | 165        |
| 2006 | 627.400     | 1.763.598   | 35,6        | 630        | 377        | 253        | 995                       |         | 436       | 870       | 166        |
| 2013 | 640.616     | 1.818.000   | 35,2        | 701        | 449        | 252        | 913                       |         | 455       | 965       | 167        |
| 2016 | 657.429     | 2.121.000   | 31,0        | 747        | 389        | 358        | 880                       |         | 562       | 877       | ?          |
| 2019 | 682.200     | 2.200.940   | 31,0        | 738        | 372        | 366        | 924                       | 1       | 503       | 1.073     | 172        |
| 2021 | 696.550     | 2.247.250   | 31,0        | 748        | 367        | 381        | 931                       | 1       | 514       | 1.063     | 172        |
| 2023 | 642.561     | 2.292.420   | 28,0        | 716        | 365        | 351        | 897                       |         | 457       | 1.071     | 174        |

### Documenti pontifici
- (LA)  Bolla Aequum reputamus, in Bullarium patronatus Portugalliae regum, Tomus I, pp. 148–152
- (LA)  Bolla Etsi sancta, in Bullarium patronatus Portugalliae regum, Tomus I, pp. 191–192
- (LA)  Bolla Pastoralis officii cura, in Bullarium patronatus Portugalliae regum, Tomus I, pp. 232–233
- (LA)  Lettera apostolica Humanae salutis, ASS 19 (1886-87), pp. 176–184 (traduzione italiana della bolla)
- (LA)  Bolla Inter apostolicam, AAS 20 (1928), p. 247
- (LA)  Bolla Ad nominum, AAS 68 (1976), p. 307
- (LA)  Bolla Cum Christi evangelii, AAS 99 (2007), pp. 6–7
- Erezione della nuova Provincia Ecclesiastica di Goa e Damão, su press.vatican.va. URL consultato il 5 dicembre 2020.